# Mashpee
Mashpee (ˈmæʃpi) ist eine Town im Barnstable County im US-Bundesstaat Massachusetts. Das U.S. Census Bureau hat bei der Volkszählung 2020 eine Einwohnerzahl von 15.060 ermittelt.

## Geographie
Nach Angaben des United States Census Bureau besitzt das Stadtgebiet eine Ausdehnung von insgesamt 70,5 km², wovon 60,6 km² Land- und 9,9 km² Wasserfläche sind.

### Geografische Lage
Mashpee liegt im westlichen Teil des Cape Cod und grenzt im Süden an den Nantucket Sound des Atlantischen Ozeans. Südlich befindet sich die Insel Martha’s Vineyard. Zum Gebiet der Town gehören auch die im Westen gelegene Insel Popponesset Island und die im Osten befindliche Insel Seconsett Island.

### Nachbargemeinden
Alle Entfernungen sind als Luftlinien zwischen den offiziellen Koordinaten der Orte aus der Volkszählung 2010 angegeben.
- Osten: Barnstable, 12,3 km
- Westen: Falmouth, 9,2 km
- Norden: Sandwich, 12,3 km

Mashpee befindet sich rund 65 mi (104,6 km) südsüdöstlich von Boston bzw. 70 mi (112,7 km) ostsüdöstlich von Providence in Rhode Island.
Im Nordosten grenzt das Stadtgebiet zudem an die Militärstützpunkte Otis Air National Guard Base, Joint Base Cape Cod und Camp Edwards.

### Stadtgliederung
In Mashpee gibt es mit New Seabury ein Village und das Massachusetts Military Reservation Otis Air Force Base and Camp Edwards.

### Klima
|                       | Jan  | Feb  | Mär  | Apr  | Mai  | Jun  | Jul  | Aug  | Sep  | Okt  | Nov  | Dez  |   |      |
| Mittl. Tagesmax. (°C) | 3,2  | 4    | 8,1  | 13,4 | 19,1 | 24,2 | 27,4 | 26,6 | 22,8 | 16,8 | 11,7 | 6    | ⌀ | 15,3 |
| Mittl. Tagesmin. (°C) | −6,5 | −5,1 | −1,4 | 3    | 8,4  | 13,9 | 17   | 16,6 | 12,6 | 6,6  | 2,1  | −3,2 | ⌀ | 5,4  |
|                       |      |      |      |      |      |      |      |      |      |      |      |      |   |      |
| Niederschlag (mm)     | 104  | 91   | 135  | 117  | 91   | 99   | 91   | 100  | 104  | 107  | 117  | 114  | Σ | 1270 |

| −6,5 |

| −5,1 |

| −1,4 |

| 3 |

| 8,4 |

| 13,9 |

| 17 |

| 16,6 |

| 12,6 |

| 6,6 |

| 2,1 |

| −3,2 |

| −6,5 |

| −5,1 |

| −1,4 |

| 3 |

| 8,4 |

| 13,9 |

| 17 |

| 16,6 |

| 12,6 |

| 6,6 |

| 2,1 |

| −3,2 |

## Geschichte
Indianer siedelten bereits seit tausenden von Jahren am Cape Cod. Im 17. Jahrhundert trafen die Algonkin sprechenden Wampanoag auf die englischen Siedler der Massachusetts Bay Colony. Beide Bevölkerungsgruppen beeinflussten sich gegenseitig über viele Jahrzehnte.
Die ersten Siedler ließen sich 1658 in der Gegend des heutigen Mashpee nieder. Dabei wurden sie vom Missionar Richard Bourne aus dem benachbarten Sandwich unterstützt. 1660 stellten die Engländer zum Christentum konvertierten Indianern auf „ihrem“ Grund und Boden eine Fläche von 50 mi² (129,5 km²) zur Verfügung und erlaubten ihnen, sich dort anzusiedeln. Bereits 5 Jahre später verfügten die Indianer über eine organisierte Selbstverwaltung nach dem Vorbild der Engländer mit eigenem Gerichtswesen.
Nach ihrer Niederlage im King Philip’s War (1675–1676) wurden die meisten Wampanoag des Festlands gemeinsam mit den Sakonnet im heutigen Rhode Island neu angesiedelt. Die übrigen Stammesmitglieder wurden gemeinsam mit den Nauset auf die sogenannten Gebetsstädte (praying town), zu denen auch Mashpee gehörte, im Barnstable County verteilt. Mashpee war zu dieser Zeit das größte Indianerreservat in Massachusetts. Der Name der Stadt ist eine ins Englische übernommene Entlehnung des indianischen Namens mass-nippe, wobei mass für „groß“ bzw. „größer“ und nippe für „Wasser“ steht.
1763 wurde Mashpee von der britischen Krone gegen den Willen der Wampanoag als plantation eingestuft, was zur Folge hatte, dass die von den Indianern bisher selbst verwalteten Gebiete in den Kolonialdistrikt von Mashpee integriert wurden. Um einen Aufstand zu verhindern, erhielten die Indianer von der Kolonie das Recht, eigene offizielle Vertreter zu wählen, blieben aber grundsätzlich der Kolonialregierung unterworfen. Nach dem Amerikanischen Unabhängigkeitskrieg wurde 1788 seitens der Stadt die Selbstverwaltung der Indianer vollständig aufgehoben, was von einigen Mitgliedern der US-amerikanischen Regierung als Fehler angesehen wurde. Entsprechende Proteste der Indianer konnten nur unter Androhung eines Militäreinsatzes niedergeworfen werden.
1834 gab der Bundesstaat Massachusetts den Wampanoag ein gewisses Grundmaß an Selbstverwaltung zurück, ohne ihnen jedoch vollständige Autonomie zu gewähren. 1842 splittete die Regierung von Massachusetts 2.000 Acres (8,1 km²) des Landes der Wampanoag in 60 Acres (24,3 ha) große Parzellen auf, um interessierten Familien Subsistenzwirtschaft zu ermöglichen und die Vermischung mit den Indianern zu unterstützen.
1870 erhielt Mashpee als vorletzter Ort am Cape Cod die Stadtrechte, wodurch die Wampanoag endgültig ihre Selbstverwaltung einbüßten. Viele ihrer Nachkommen leben noch heute in der Umgebung und organisierten sich Anfang der 1970er Jahre neu, um eine Klage gegen den Bundesstaat aufgrund ihrer Enteignung einzureichen. Das Verfahren ging jedoch nicht zu ihren Gunsten aus. 2007 allerdings wurden sie von der Bundesregierung der Vereinigten Staaten als offizieller Stamm anerkannt.
Heute ist Mashpee sowohl als Touristenziel als auch für seine einzigartige Wampanoag-Kultur bekannt. Entsprechend befindet sich dort auch das Hauptquartier des Mashpee Wampanoag Tribe. Der Stamm trifft sich jährlich zu einem Powwow.

### Einwohnerentwicklung
| Volkszählungsergebnisse – Town of Harwich, Massachusetts | Volkszählungsergebnisse – Town of Harwich, Massachusetts | Volkszählungsergebnisse – Town of Harwich, Massachusetts | Volkszählungsergebnisse – Town of Harwich, Massachusetts | Volkszählungsergebnisse – Town of Harwich, Massachusetts | Volkszählungsergebnisse – Town of Harwich, Massachusetts | Volkszählungsergebnisse – Town of Harwich, Massachusetts | Volkszählungsergebnisse – Town of Harwich, Massachusetts | Volkszählungsergebnisse – Town of Harwich, Massachusetts | Volkszählungsergebnisse – Town of Harwich, Massachusetts | Volkszählungsergebnisse – Town of Harwich, Massachusetts |
| Jahr                                                     | 1800                                                     | 1810                                                     | 1820                                                     | 1830                                                     | 1840                                                     | 1850                                                     | 1860                                                     | 1870                                                     | 1880                                                     | 1890                                                     |
| -------------------------------------------------------- | -------------------------------------------------------- | -------------------------------------------------------- | -------------------------------------------------------- | -------------------------------------------------------- | -------------------------------------------------------- | -------------------------------------------------------- | -------------------------------------------------------- | -------------------------------------------------------- | -------------------------------------------------------- | -------------------------------------------------------- |
| Einwohner                                                |                                                          |                                                          |                                                          |                                                          |                                                          |                                                          |                                                          | 348                                                      | 346                                                      | 298                                                      |
| Jahr                                                     | 1900                                                     | 1910                                                     | 1920                                                     | 1930                                                     | 1940                                                     | 1950                                                     | 1960                                                     | 1970                                                     | 1980                                                     | 1990                                                     |
| Einwohner                                                | 303                                                      | 270                                                      | 242                                                      | 361                                                      | 434                                                      | 438                                                      | 867                                                      | 1.288                                                    | 3.700                                                    | 7.884                                                    |
| Jahr                                                     | 2000                                                     | 2010                                                     | 2020                                                     | 2030                                                     | 2040                                                     | 2050                                                     | 2060                                                     | 2070                                                     | 2080                                                     | 2090                                                     |
| Einwohner                                                | 12.946                                                   | 14.006                                                   | 15.060                                                   |                                                          |                                                          |                                                          |                                                          |                                                          |                                                          |                                                          |

## Politik
Mashpee ist im Repräsentantenhaus von Massachusetts Teil des Third Barnstable district. Im Senat von Massachusetts gehört Mashpee zum Cape and Islands district, zu dem mit Ausnahme von Bourne, Falmouth und Sandwich alle Gemeinden am Cape Cod sowie auf Martha’s Vineyard und Nantucket gehören. Auf Bundesebene gehört Mashpee zum 10. Kongressdistrikt von Massachusetts.

### Gemeinderat
Mashpee wird von einer offenen Gemeindeversammlung verwaltet, die einen executive secretary sowie ein Board of selectmen als Exekutive wählt.

## Kultur und Sehenswürdigkeiten

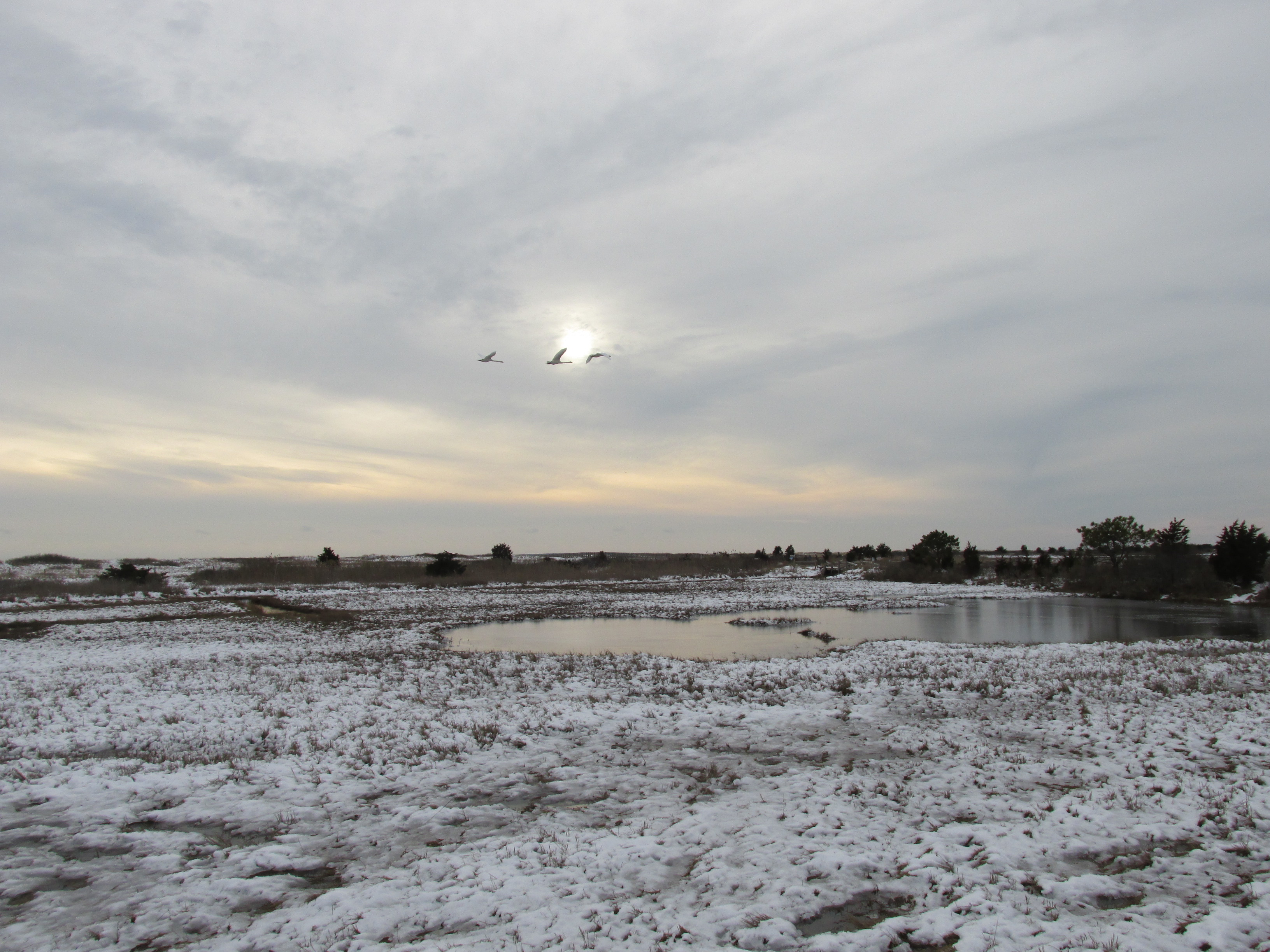
Panorama im South Cape Beach State Park

### Museen
Das Mashpee Wampanoag Museum informiert über die Geschichte des Mashpee Wampanoag Tribe.
Das Cahoon Museum of American Art in Barnstable besitzt eine Zweigstelle in Mashpee.
Das Cape Cod Children's Museum ist ein Mitmachmuseum für Kinder.

### Bauwerke
In Mashpee wurden mehrere Bauwerke in die Liste der Einträge im National Register of Historic Places im Barnstable County eingetragen.
- Old Indian Meeting House, 1998 unter der Register-Nr. 98001383.[11]
- Avant House, 1998 unter der Register-Nr. 98001382.[12]

### Schutzgebiete
Auf dem Stadtgebiet liegen das Schutzgebiet Mashpee National Wildlife Refuge, welches 1995 angelegt wurde. sowie die Quashnet Conservation Area.
Das Lowell Holly Reservation ist ein 135 Acres (0,5 m²) großes Naturschutzgebiet im Norden von Mashpee, Teile befinden sich auf dem Gebiet der benachbarten Town Sandwich.
Das Mashpee River Reservation ist ein 248 Acres (1,0 m²) großes Naturschutzgebiet am Mashpee River, kurz vor dessen Mündung in die Popponesset Bay.

### Sport
Das Leichtathletikteam Mashpee Falcons ist in der South Shore League in einer Vielzahl von Disziplinen aktiv. 2011 gewann das Footballteam der High School in Mashpee die Massachusetts-Meisterschaft der Division 4 nach einem Sieg mit 34:8 über die Cardinal Spellman High School im Gillette Stadium in Foxborough.

## Wirtschaft und Infrastruktur

### Verkehr
Zu den wichtigsten Straßen in Mashpee gehören die Route 28, Route 130 und Route 151. Die Route 28 ist gemeinsam mit dem U.S. Highway 6 die wesentliche Ost-West-Verbindung am Cape Cod, und die Route 130 endet kurz vor der Stadtgrenze im Santuit Historic District.
Mashpee ist die einzige Stadt am Cape Cod, die in ihrer Geschichte nie über einen Anschluss an die Eisenbahn verfügte und auch bis heute keinen Bahnhof besitzt.
Im Nachbarort Barnstable befinden sich die beiden kleineren Flughäfen Cape Cod Airfield und Barnstable Municipal Airport, während der nächstgelegene internationale Flughafen der Logan International Airport in Boston bzw. der T. F. Green Airport in Warwick (Rhode Island) ist.
Buslinien verbinden Mashpee mit Barnstable, Sandwich, Falmouth, Bourne und Yarmouth.

### Öffentliche Einrichtungen
Es gibt in Mashpee mehrere medizinische und tiermedizinische Einrichtungen.
Mashpee verfügt nicht über eine eigene Bibliothek. Die nächste ist die Cotuit Library in Barnstable.

### Bildung
Der Mashpee School District verfügt über eine Elementary School, eine Middle School und eine High School, die von insgesamt rund 2200 Schülerinnen und Schülern besucht werden.
- Mashpee Middle-High School; Klassen 7–12
- Quashnet School; Klassen 3–6
- Kenneth C. Coombs School; Klassen Pre-K - 2

## Persönlichkeiten

### Persönlichkeiten, die vor Ort gewirkt haben
- Carlo D’Este, Militärhistoriker, wohnte in New Seabury
- Erik Erikson, Psychoanalytiker
- Robert K. Kraft, Eigentümer der New England Patriots, besitzt Immobilien auf Popponesset Island
- Rachael Ray, Fernsehmoderatorin, wuchs in Mashpee auf und besaß dort das Restaurant „The Carvery“
- William Rosenberg, Gründer von Dunkin’ Donuts, starb 2002 in Mashpee